# Jean-Pierre Aubin
Jean-Pierre Aubin (* 19. Februar 1939 in Abidjan, Elfenbeinküste) ist ein französischer Mathematiker.

## Leben
Aubin war 1961 bis 1966 Forschungsingenieur bei der Électricité de France und ab 1965 Maître de conférences an der Faculté de Science in Lyon. 1967 promovierte er an der Universität Paris bei Jacques-Louis Lions (Approximation des espaces de distributions et des opérateurs différentiels) und wurde im selben Jahr Associate Professor an der Purdue University, kehrte aber 1969 nach Frankreich zurück, wo er Professor an der Universität Paris-Dauphine und gleichzeitig Maître de conférences an der École polytechnique wurde. 1996 gründete er an der Universität Paris-Dauphine das Centre de Recherche Viabilité, Jeux, Contrôle, das er bis 2000 leitete. 2004 emeritierte er an der Universität Paris-Dauphine. Seit 2004 ist er Forscher am von ihm mit Patrick Saint-Pierre gegründeten unabhängigen Labors LASTRE (Laboratoire d'Applications des Systèmes Tychastiques Régulés) und seit 2006 Gesellschafter und Mitgründer der Firma VIMADES (Viability, Markets, Automatics and Decisions). Er war unter anderem Gastwissenschaftler an der Universität Montreal, dem SISSA in Triest, der Scuola Normale Superiore in Pisa, der University of Wisconsin, der University of California, Berkeley.
Aubin beschäftigte sich mit Numerik partieller Differentialgleichungen (Verwendung Finiter Elemente Methoden in der Approximation in Sobolew-Räumen, Functional Numerical Analysis) und nichtlinearer Funktionalanalysis mit Anwendung in den mathematischen Wirtschaftswissenschaften. Er ist Begründer der Viability Theory zum Studium der Entwicklung komplexer dynamischer Systeme in unsicheren Umgebungen. Dabei arbeitete er unter anderem mit der polnischstämmigen Hélène Frankowska (Kontrolltheorie), die bei ihm 1984 promovierte, und Patrick Saint-Pierre (Umsetzung in Algorithmen) zusammen. Mit Arrigo Cellina schrieb er eine Monographie über Differentialinklusionen (verallgemeinerte gewöhnliche Differentialgleichungen mit mengenwertigen Funktionen).
1982 bis 1985 war er Präsident des Institut Henri Poincaré, an dessen Neuaufstellung in den 1980er Jahren er wesentlich beteiligt war und bei dessen Zeitschrift Annales er eine neue Reihe über nichtlineare Analysis gründete. Er war Gründer und Direktor (1970–1973, 1977–1980) des Forschungsinstituts CEREMADE (Centre de Recherche de Mathématiques de la Décision) in Paris, das mathematische Wirtschaftswissenschaften in Frankreich an den Universitäten etablieren sollte.

## Schriften
- Applied Viability Theory. Regulation of Viable and Optimal Evolutions, Springer-Verlag
- Mutational and morphological analysis: tools for shape regulation and morphogenesis, Birkhäuser 2000
- Dynamic economic theory: a viability approach, Springer-Verlag 1997
- Neural networks and qualitative physics: a viability approach, Cambridge University Press 1996
- Viability theory, Birkhäuser 1991, Review durch Berkovitz, Bulletin AMS 1994
- mit Hélène Frankowska: Set-valued analysis, Birkhäuser 1990
- mit Arrigo Cellina: Differential inclusions, Springer-Verlag, Grundlehren der math. Wissenschaften 1984
- mit Ivar Ekeland: Applied nonlinear analysis, Wiley-Interscience 1984
- Mathematical methods of game and economic theory, North-Holland (= Studies in Mathematics and its applications. Bd. 7), 1979, 1982
- Approximation of elliptic boundary-value problems, Wiley-Interscience 1972
- Applied functional analysis, Wiley Interscience. 1979, 2. Auflage 2000
- Optima and equilibria, Springer-Verlag, 1993, 1998
- Initiation à l'analyse appliquée, Masson 1994
- Exercices d'analyse non linéaire, Masson 1987
- Explicit methods of optimization, Dunod, 1985
- Applied abstract analysis, Wiley-Interscience 1977
- La mort du devin, l'émergence du démiurge. Essai sur la contingence et la viabilité des systèmes, Beauchesne